# Sarcoxylon
Sarcoxylon is een geslacht van schimmels behorend tot de familie Xylariaceae.

## Soorten
Volgens Index Fungorum telt het vier soorten (peildatum mei 2023):
| Soortnaam             | Auteur(s)   | Publicatiejaar |
| --------------------- | ----------- | -------------- |
| Sarcoxylon atrum      | Pat.        | 1927           |
| Sarcoxylon aureum     | Iwade       | 1944           |
| Sarcoxylon deightonii | Petr.       | 1952           |
| Sarcoxylon sinensis   | J.D. Rogers | 1981           |